# 埃斯佩拉
埃斯佩拉（西班牙語：Espera）是西班牙安达卢西亚自治区加的斯省的一个市镇。总面积123.44平方公里，总人口3909人（2017年），人口密度32人/平方公里。

## 经济
埃斯佩拉的传统产业是农业，主要种植有谷物，甜菜和向日葵。最近，乡村旅游是当地经济发展的主动力。

## 人口
| 埃斯佩拉历史人口       |
|                        |
| 来源：西班牙国家统计局 |

## 图集

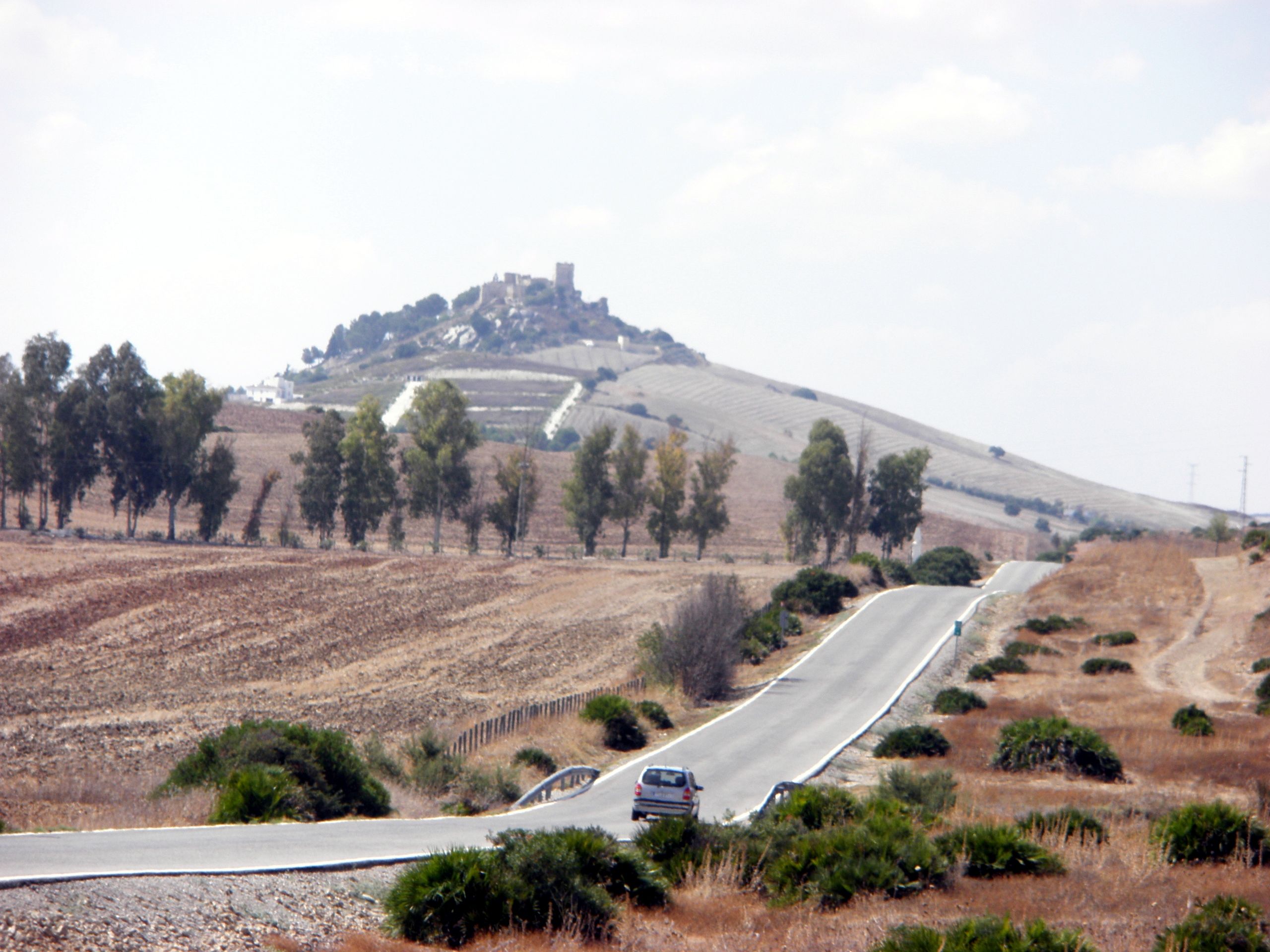
城堡
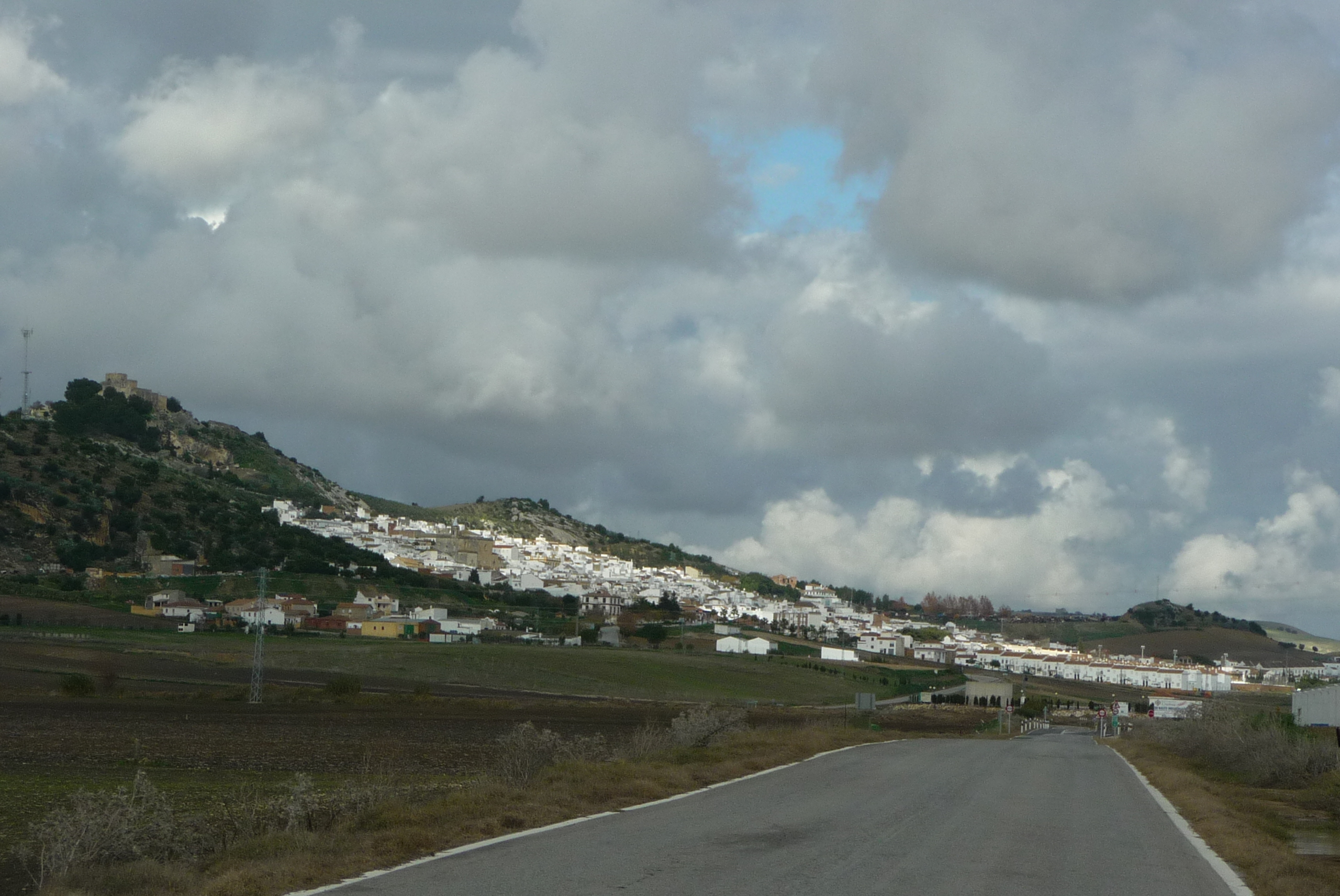
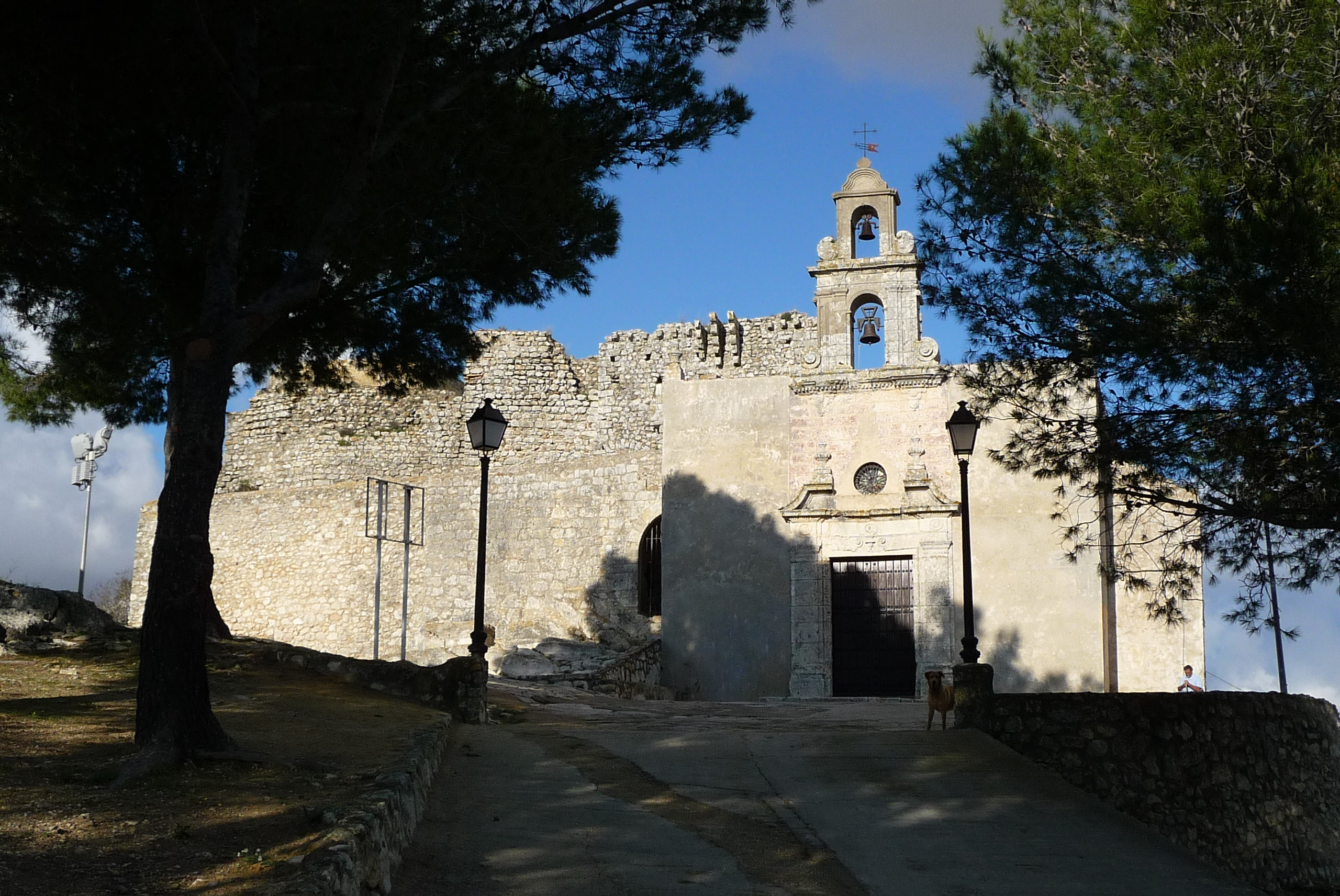
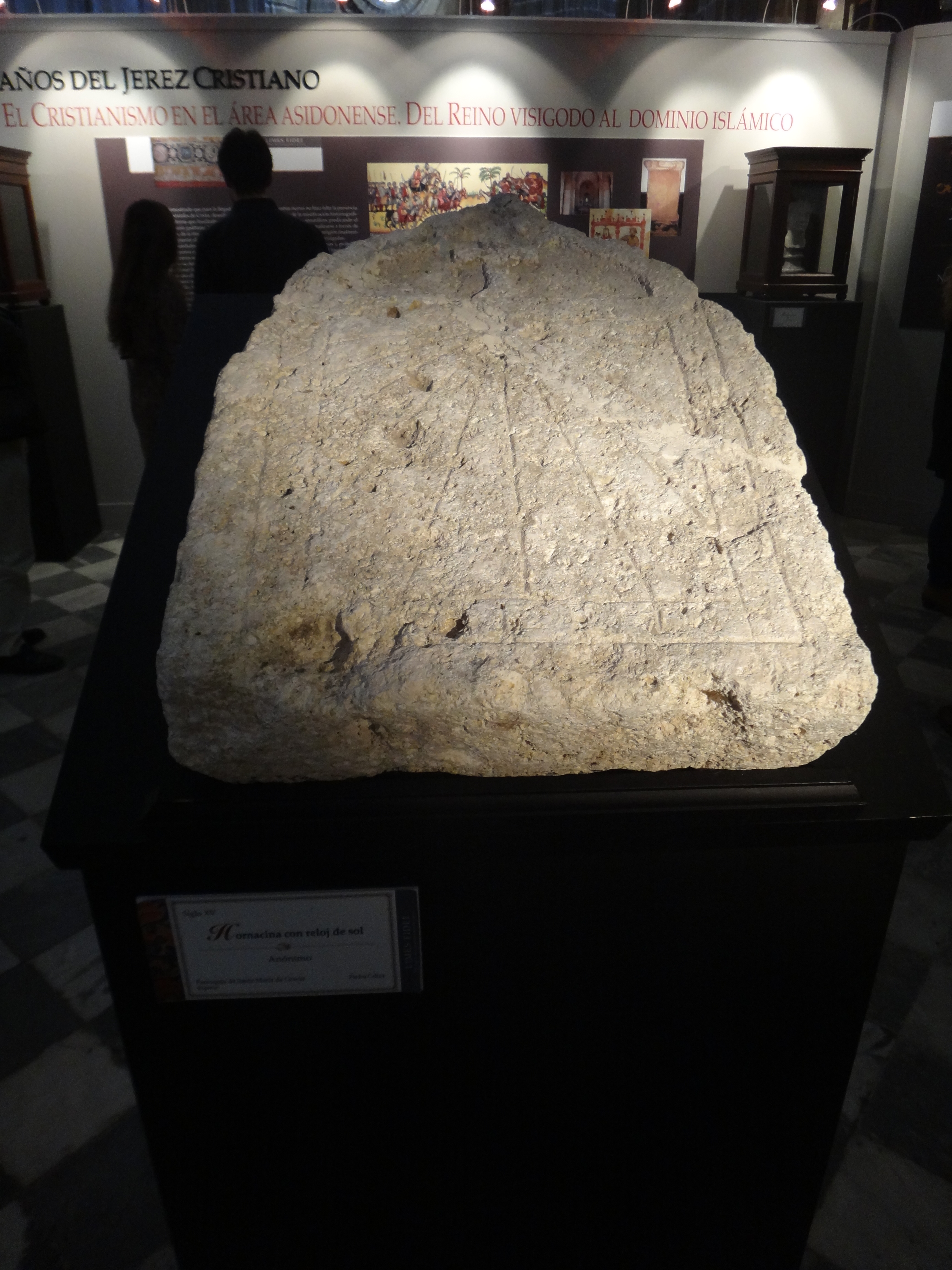
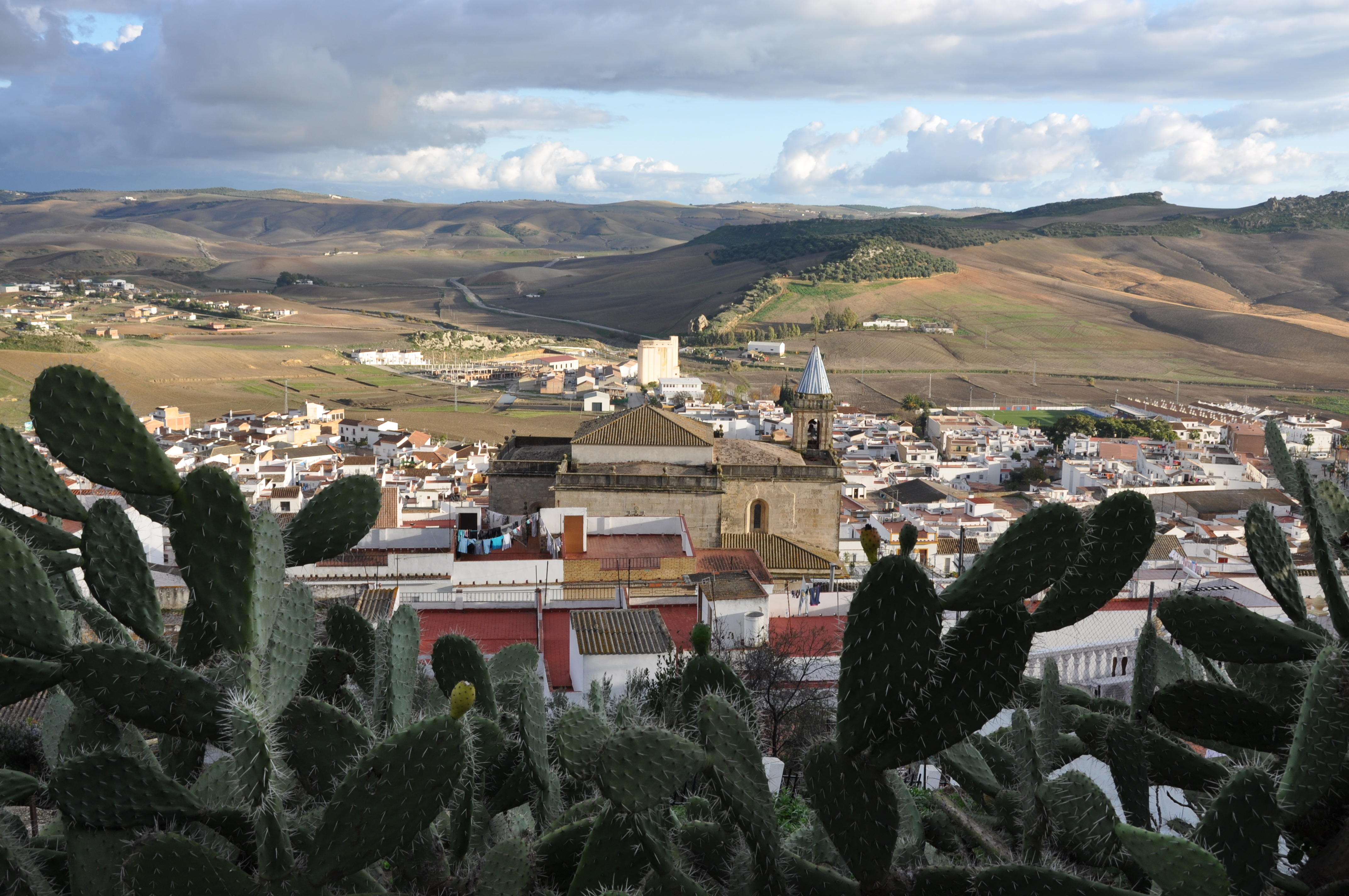